# آلفارا دل پاتریارکا
آلفارا دل پاتریارکا (به اسپانیایی: Alfara del Patriarca) شهرستانی در کومارکای هورتا نورد در بخش خودمختار والنسیا در اسپانیا است.